# Домазан
Домазан (фр. Domazan) насеље је и општина у јужној Француској у региону Лангдок-Русијон, у департману Гар која припада префектури Ним.
По подацима из 2011. године у општини је живело 938 становника, а густина насељености је износила 82,14 становника/km². Општина се простире на површини од 11,42 km². Налази се на средњој надморској висини од 75 метара (максималној 162 m, а минималној 35 m).

## Демографија
| 1962. | 1968. | 1975. | 1982. | 1990. | 1999. | 2011. |
| ----- | ----- | ----- | ----- | ----- | ----- | ----- |
| 395   | 432   | 454   | 513   | 671   | 740   | 938   |

График промене броја становника у току последњих година